# James R. Grover junior

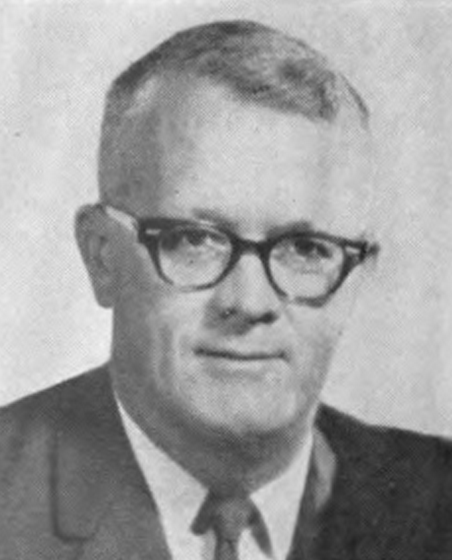
James R. Grover junior

James Russell Grover junior (* 5. März 1919 in Babylon, New York; † 14. Oktober 2012 ebenda) war ein US-amerikanischer Offizier, Jurist und Politiker. Zwischen 1963 und 1975 vertrat er den Bundesstaat New York im US-Repräsentantenhaus.

## Werdegang
James Grover junior wurde 1919 in Babylon geboren und wuchs dort auf. Er graduierte an der Babylon High School, dann 1941 am Hofstra College in Hempstead und 1949 an der Columbia Law School in New York City. Während des Zweiten Weltkrieges diente er in den Jahren 1942 und 1943 in der Küstenartillerie und zwischen 1943 und 1945 im United States Army Air Corps auf dem China-Kriegsschauplatz. Bei seiner Entlassung bekleidete er den Dienstgrad eines Captains. Seine Zulassung als Anwalt erhielt er 1951 und begann dann in Babylon zu praktizieren. Zwischen 1957 und 1962 saß er in der New York State Assembly. Politisch gehörte er der Republikanischen Partei an. Bei den Kongresswahlen des Jahres 1962 wurde er im zweiten Wahlbezirk von New York in das US-Repräsentantenhaus in Washington, D.C. gewählt, wo er am 4. Januar 1963 die Nachfolge von Steven B. Derounian antrat. Er wurde fünf Mal in Folge wiedergewählt. Bei seiner siebten Kandidatur für das US-Repräsentantenhaus im Jahr 1974 erlitt er eine Niederlage und schied nach dem 3. Januar 1975 aus dem Kongress aus. Danach nahm er wieder seine Tätigkeit als Anwalt auf. Er starb am 14. Oktober 2012 in Babylon.